# William Frederick Fisher
William Frederick Fisher (* 1. April 1946 in Dallas, Texas) ist ein ehemaliger US-amerikanischer Astronaut.
Fisher erhielt 1968 einen Bachelor von der Stanford University und wurde 1975 in Medizin von der University of Florida promoviert.
Von 1975 bis 1977 praktizierte Fisher am Harbor General Hospital der University of California, Los Angeles.  Anschließend wechselte er von 1977 bis 1980 in die Notfallmedizin, nebenbei war er medizinischer Ausbilder an der University of South Florida.

## Astronautentätigkeit
Nach einer vergeblichen Bewerbung für die 8. Astronautengruppe wurde Fisher im Mai 1980 mit der 9. Gruppe von der NASA als Astronautenanwärter ausgewählt. Zeitgleich mit verschiedenen Aufgaben im Astronautenbüro der NASA arbeitete er zusätzlich in der Notaufnahme eines Krankenhauses in der Nähe von Houston.

### STS-51-I
Am 27. August 1985 startete Fisher als Missionsspezialist mit der Raumfähre Discovery zu seinem ersten Flug ins All. Die fünfköpfige Besatzung brachte drei Kommunikationssatelliten in eine Umlaufbahn. Außerdem wurde ein mit der Mission STS-51-D ausgesetzter defekter Satellit eingefangen, repariert und wieder ausgesetzt. Dazu wurden von Fisher zusammen mit seinem Astronautenkollegen James van Hoften zwei Weltraumausstiege durchgeführt.

### STS-61-M
Diese Mission der Challenger hätte im Juli 1986 einen TDRS-Satelliten ins All bringen sollen. Die Crew hätte aus Loren Shriver, Bryan O’Connor, Mark Lee, Sally Ride, William Fisher, dem US-Industrieastronauten Nutzlastspezialist Robert Wood und einem Meteorologen der US-Luftwaffe (einer der Dreier-Gruppe aus Grant Aufderhaar, Fred Lewis, Ronald Townsend) bestanden. Nach der Challenger-Katastrophe wurde dieser Flug abgesagt.

## Nach der NASA
1991 verließ Fisher die NASA und praktiziert seitdem am Humana Hospital in Webster.

## Privates
William Fisher ist zum zweiten Mal verheiratet und hat aus seiner ersten Ehe mit der Astronautin Anna Fisher zwei Töchter.